# Zalaszentjakab
Zalaszentjakab è un comune dell'Ungheria di 392 abitanti (dati 2001). È situato nella contea di Zala.